# Abzeichen (Pferd)

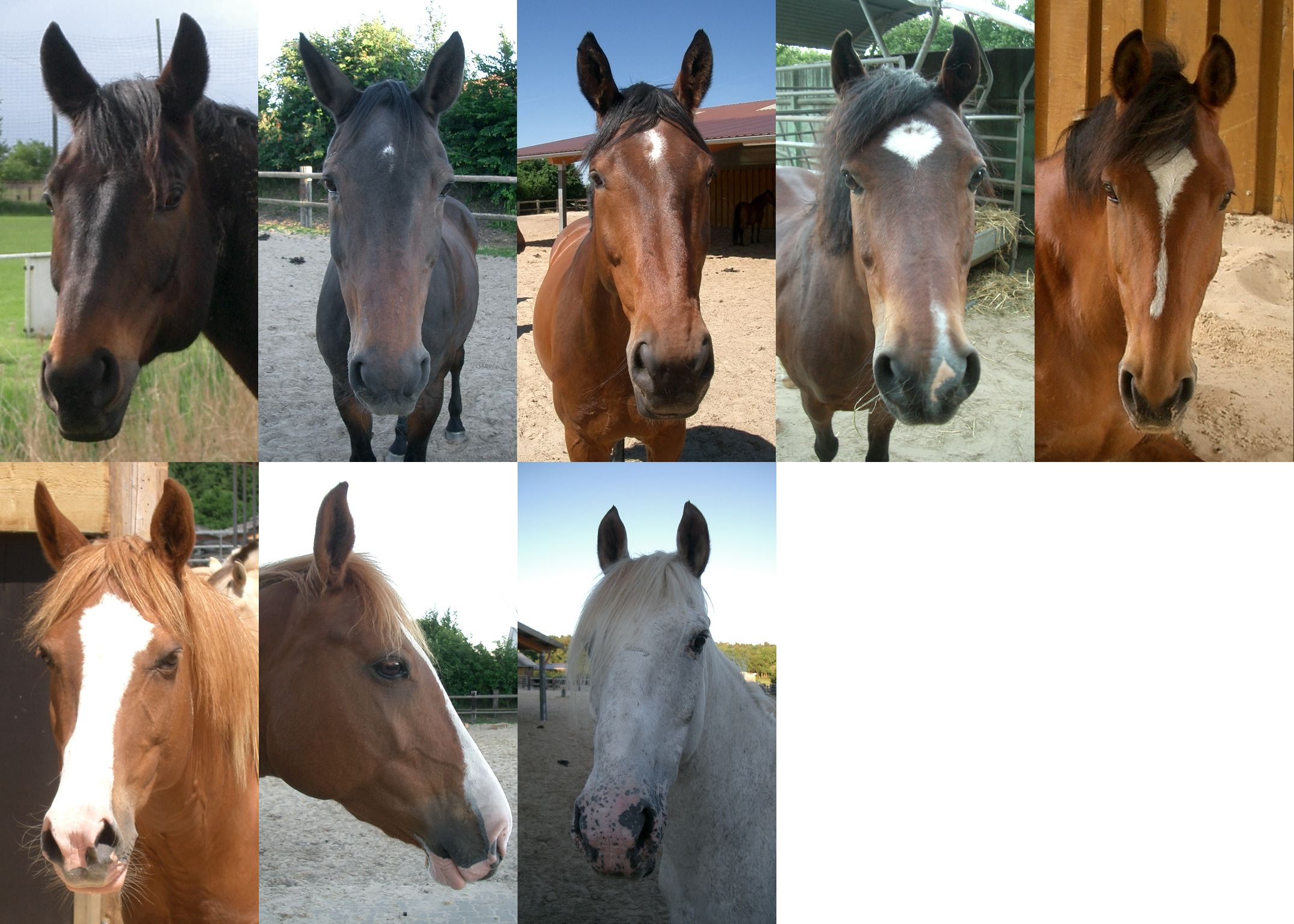
Verschiedene weiße Abzeichen

Als Abzeichen bezeichnet man bei Pferden unveränderliche und angeborene Identifizierungsmerkmale. Man unterscheidet dabei zwischen den Fellwirbeln, Weißen Abzeichen und farbigen Abzeichen.
Alle angeborenen Abzeichen sind so individuell, dass sie zur Identifizierung herangezogen werden (wie der Fingerabdruck beim Menschen). Sie werden vom Tierarzt in die Abstammungspapiere eingetragen. Erworbene Abzeichen, wie Brandzeichen oder Narben von Verletzungen können zusätzlich aufgenommen werden.
Hat ein Pferd keinerlei weiße Abzeichen, so wird in den Identifikationspapieren „ohne Abzeichen“ eingetragen. Diese Tiere können dann nur über Fellwirbel und nicht angeborene Zeichen identifiziert werden.

## Weiße Abzeichen

### Aussehen

#### Abzeichen am Kopf
Kleine weiße Abzeichen auf der Stirn nennt man je nach Größe und Form unterschiedlich.
- Flocke: eine nur kleine, etwa fingernagelgroße weiße Stelle auf der Stirn
- Blume: etwas größerer, circa walnussgroßer weißer Fleck auf der Stirn
- Stern: weißer Fleck auf der Stirn, der noch nicht den Nasenrücken betrifft
- Flämmchen: schmaler Strich auf der Stirn, nicht auf den Nasenrücken übergehend
- Keilstern: weißer Fleck auf der Stirn, der auf dem Nasenrücken einen kurzen Auslauf hat

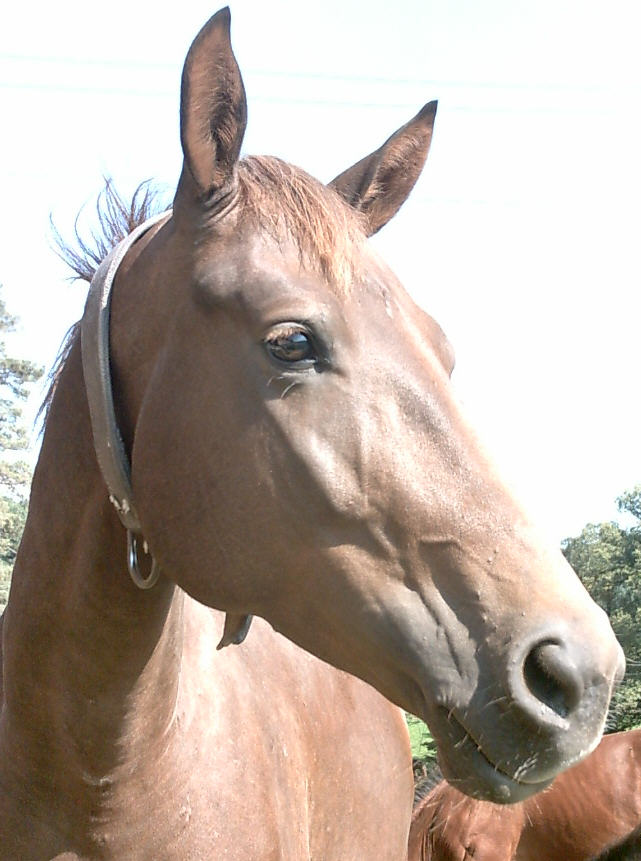
Ohne Abzeichen
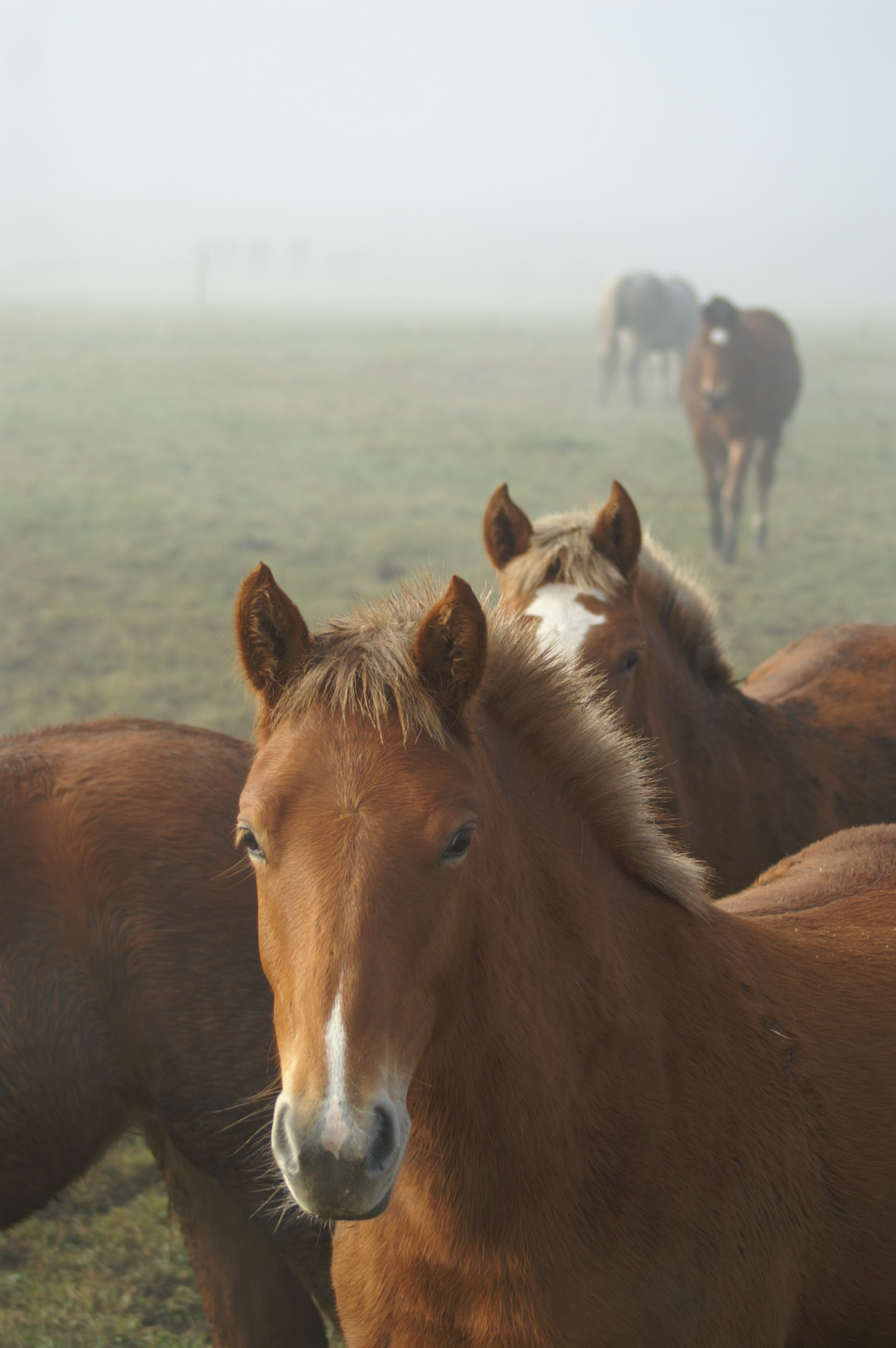
Strich
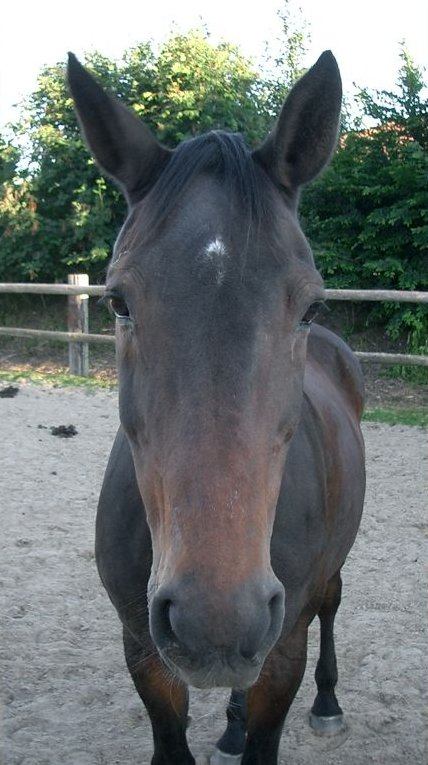
Flocke
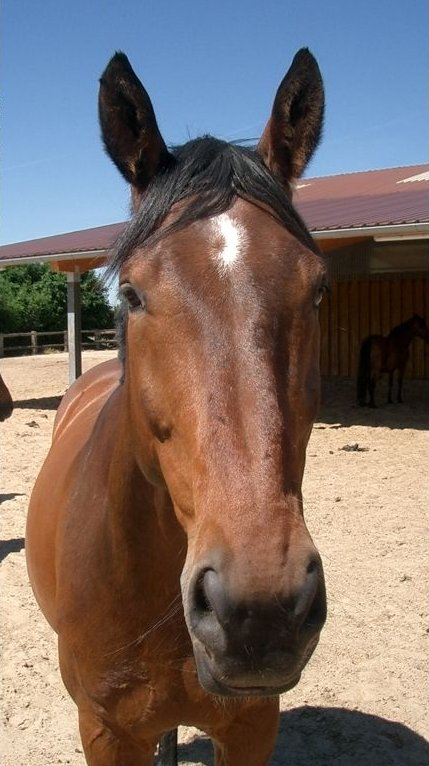
Flämmchen
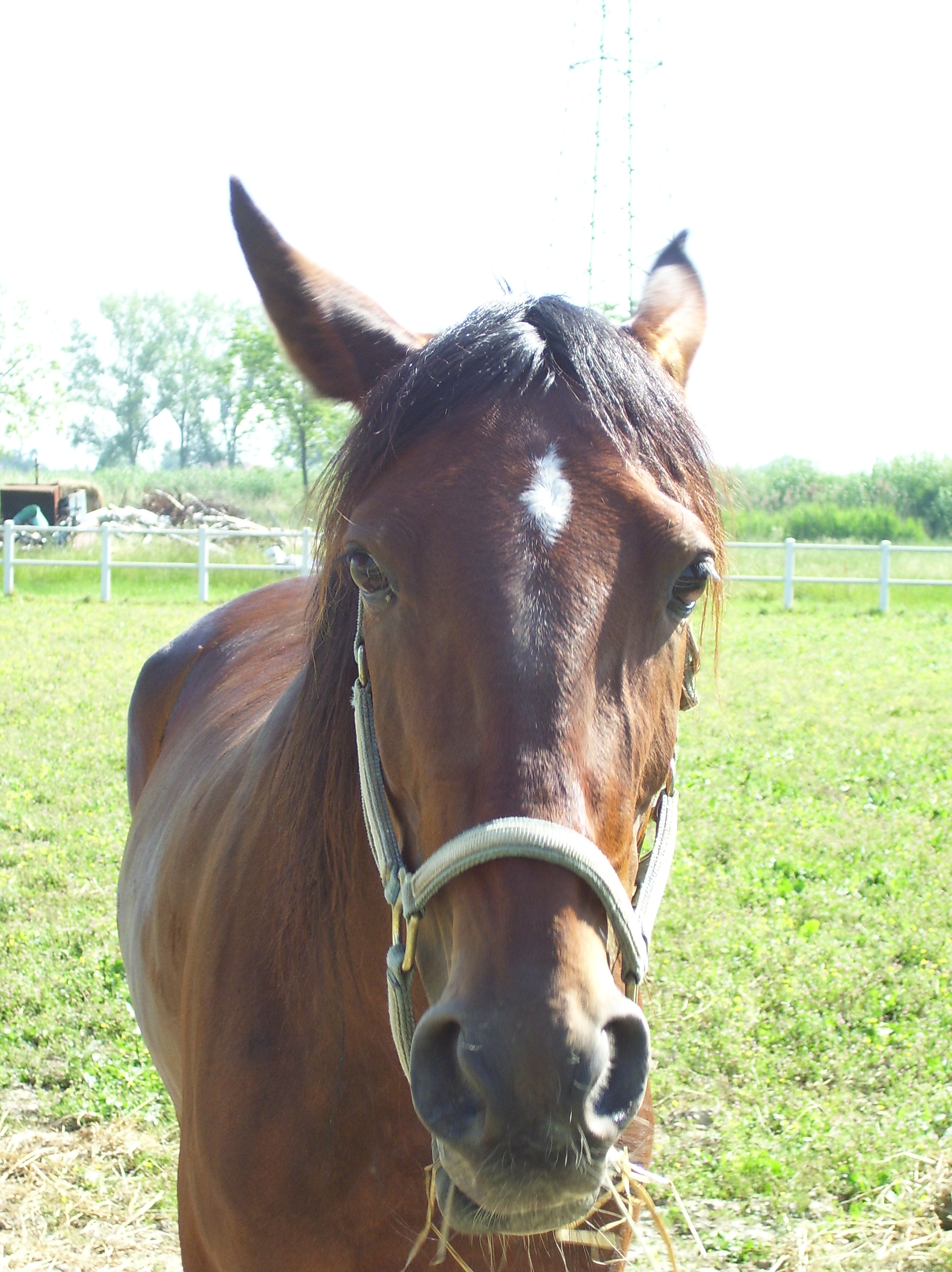
Blume
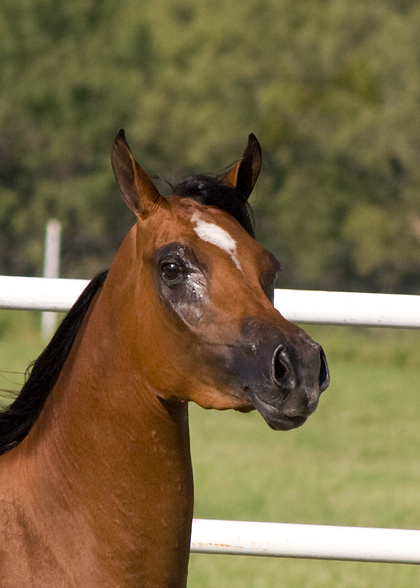
Stern
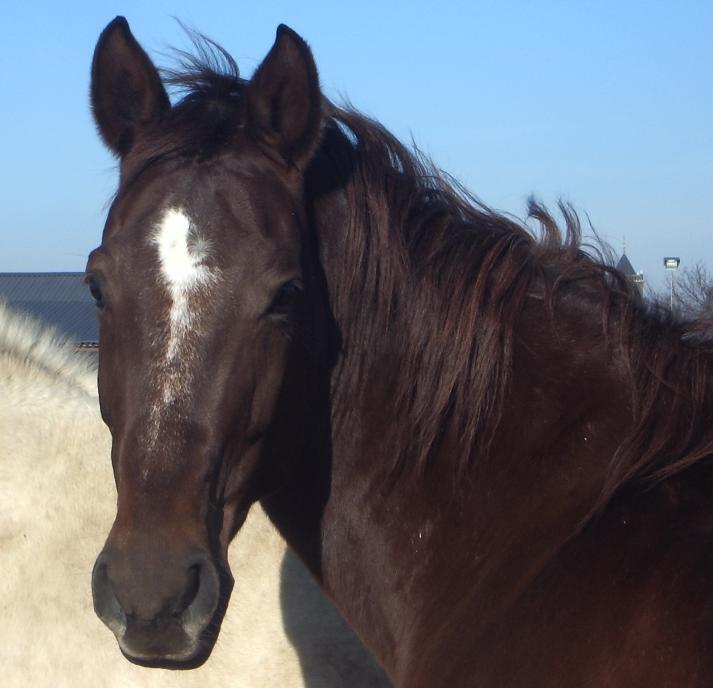
Keilstern

Abzeichen, die sich von der Stirn bis zum Maul ziehen, werden als Blesse bezeichnet.
- Strich: schmaler weißer Streifen, der über den Nasenrücken und eventuell die Stirn verläuft, aber nicht die gesamte Strecke von der Nase bis über die Augen durchläuft, sondern kürzer ist.
- Schmale Blesse: weißer Fleck auf der Stirn, der in einen schmalen Streifen übergeht, der sich über den gesamten Nasenrücken zieht
- Breite Blesse: wie die Schmale Blesse, jedoch mit einem breiten Streifen
- Laterne: sehr breite Blesse, die den Nasenrücken und fast die ganze Stirn vollständig bedeckt und an den Nüstern endet

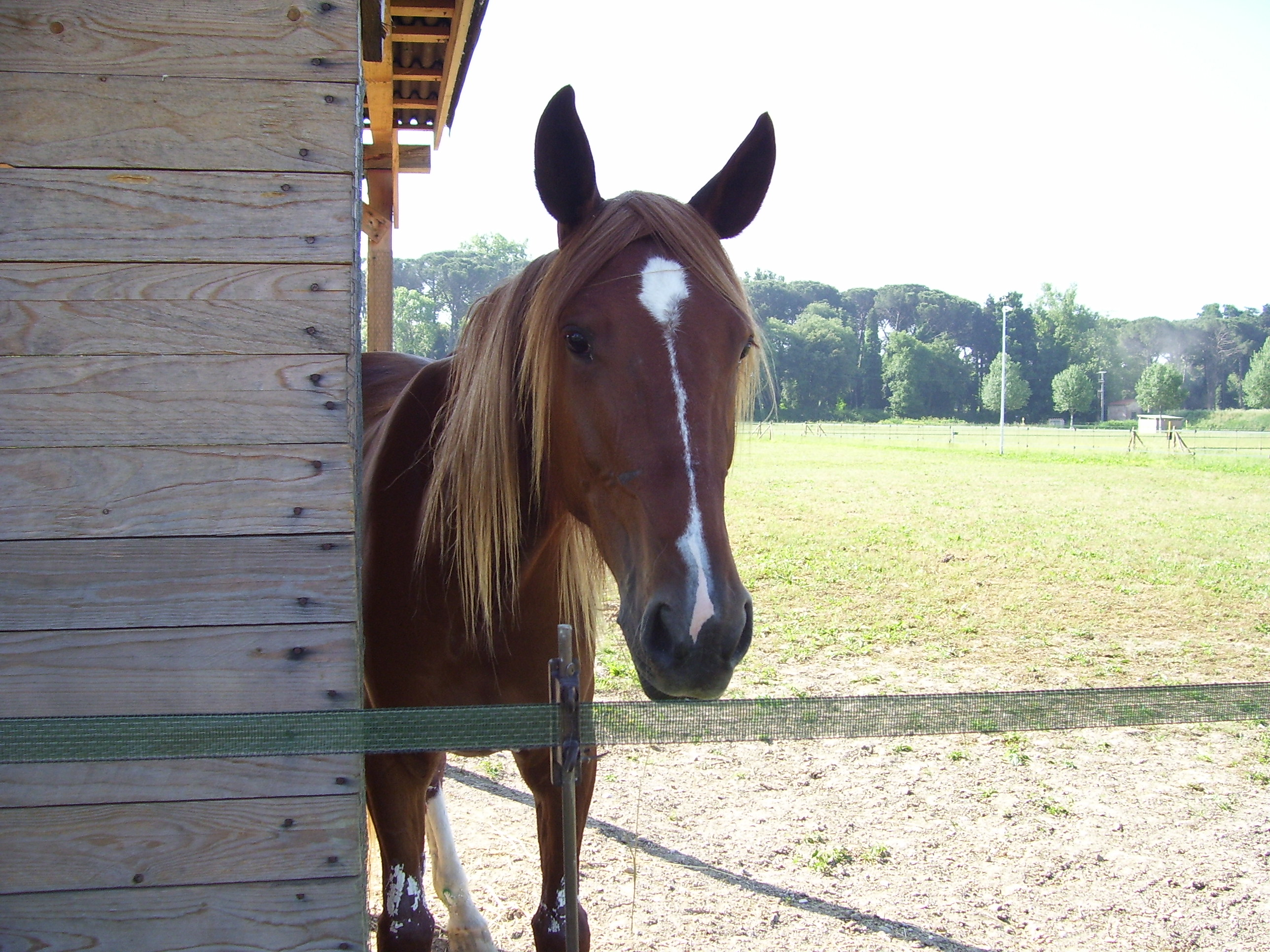
Schmale Blesse
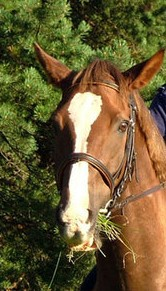
Blesse
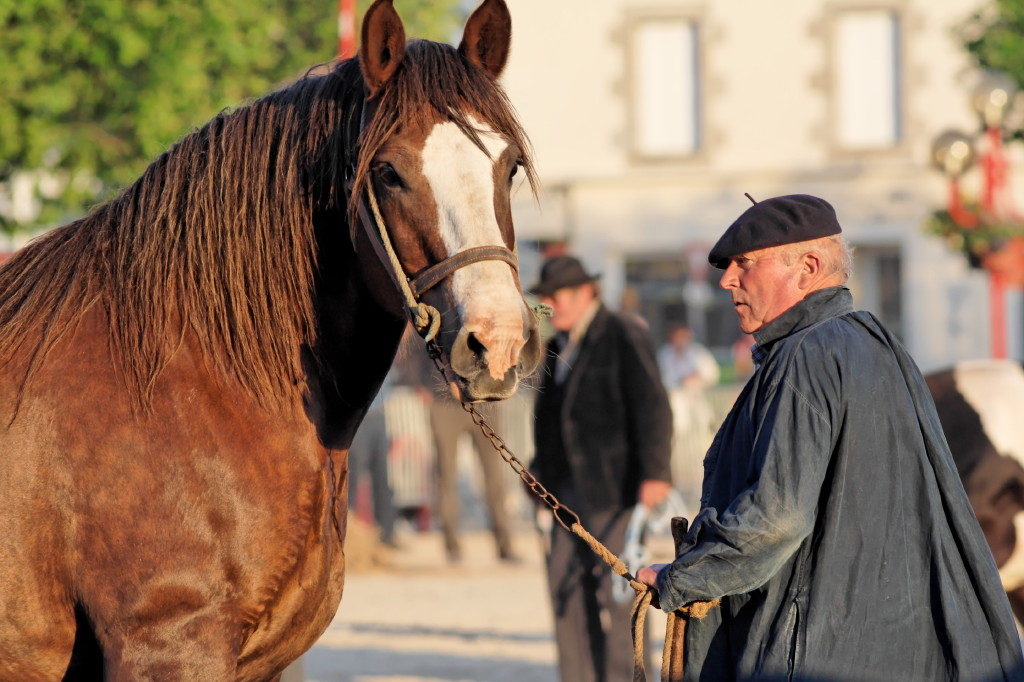
Breite Blesse
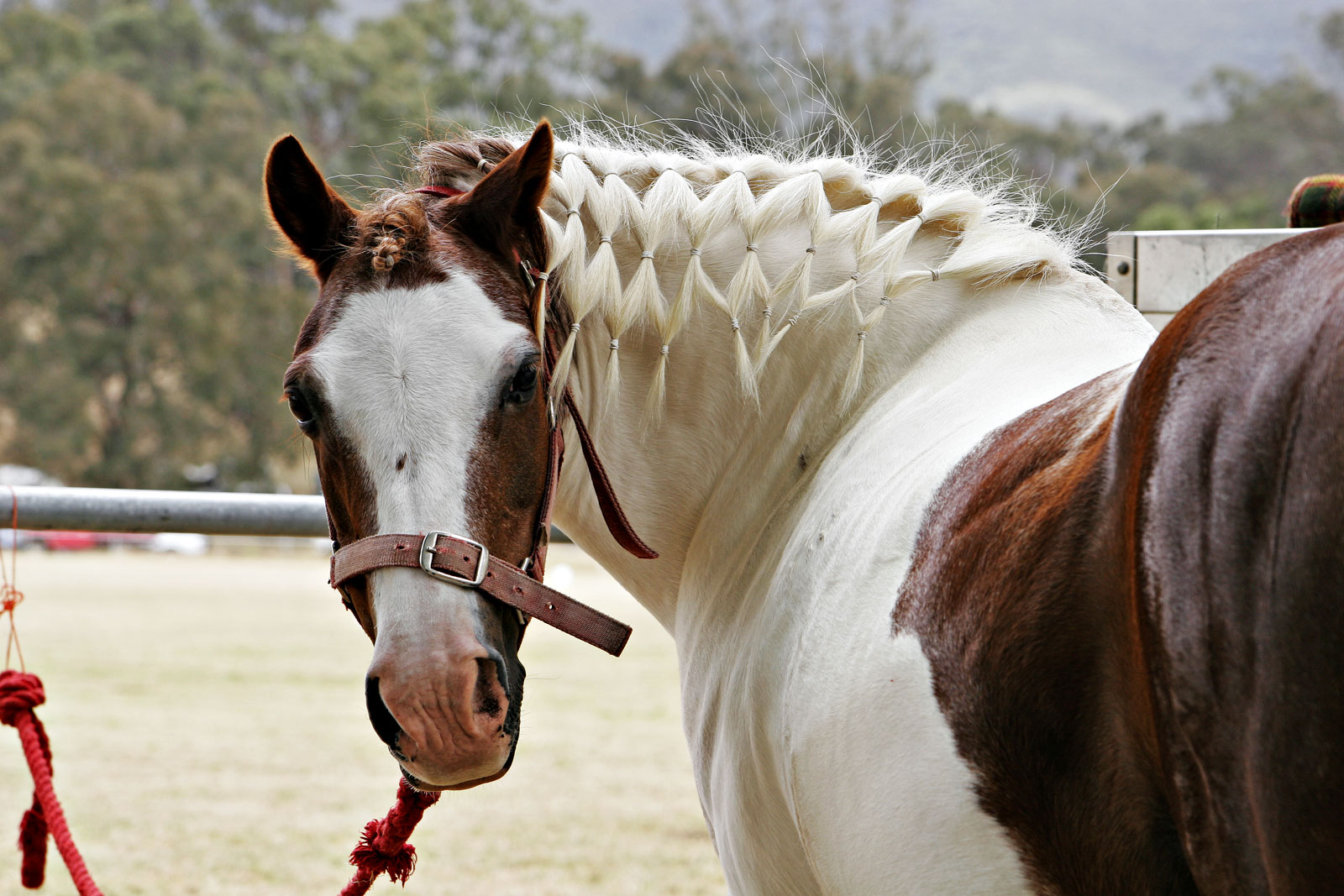
Schmale Laterne
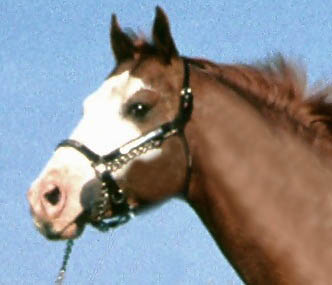
Laterne
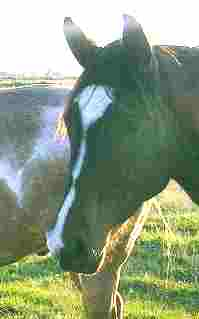
Unterbrochene Blesse
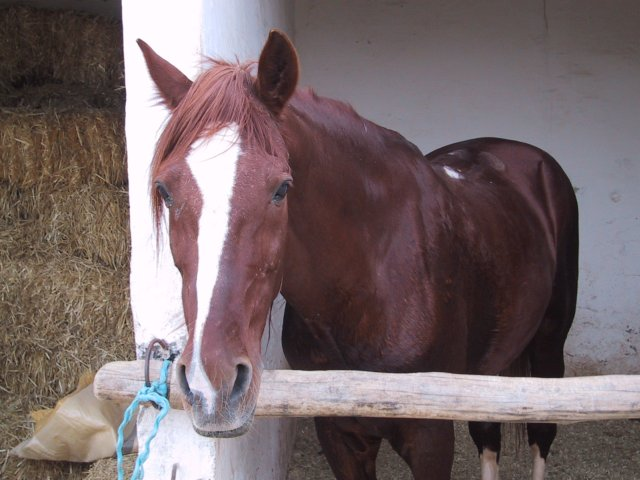
Unregelmäßige Blesse

Schmale Blesse, Breite Blesse und Strich können durchgehend und unterbrochen sein.
Alle Formen können in symmetrischer, aber auch in sehr unregelmäßiger Form auftreten.
- Schnippe: weißer Fleck zwischen den Nüstern des Pferdes (siehe auch Bild Abzeichen an den Gliedmaßen)
- Milch- oder Mehlmaul: vollständig weiße Zeichnung um Lippen und Nüstern (gibt es als Leuzistisches Abzeichen, erkennbar an der rosa Haut und als Abzeichen, das auf das Gen Pangare zurückzuführen ist, mit darunterliegender schwarzer Haut)
- Krötenmaul: fleckige weiße Zeichnung um Lippen und Nüstern

Abzeichen können auch kombiniert auftreten, zum Beispiel als Flocke gemeinsam mit einer Schnippe.
|                                      |                             |                    |          |          |            |
| Weiße Zeichnung am Maul, leuzistisch | Mehlmaul, nicht leuzistisch | Stern und Schnippe | Schnippe | Schnippe | Krötenmaul |

#### Abzeichen an den Gliedmaßen

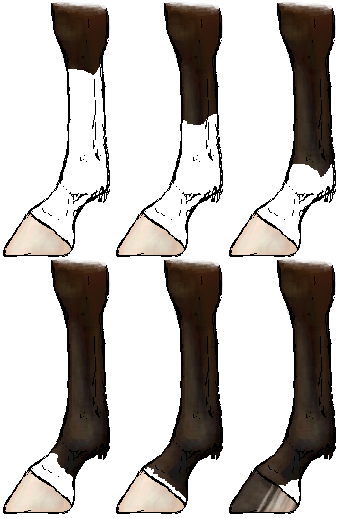
Oben (von rechts nach links): Weißer Fuß/Stiefel,
Halbweißer Fuß/Stiefel,
Weiße Fessel;
Unten: Halbweiße Fessel,
Weißer Kronrand,
Weißer Ballen

Die Bezeichnung gibt stets zunächst den Ort beginnend mit der Seite an, beispielsweise „links vorne“ und benennt dann das Abzeichen.
Es zählt immer der höchste Punkt, der vom weißen Abzeichen erreicht wird. Ist der Verlauf nicht einheitlich, spricht man von unregelmäßig.
Die Unterteilung erfolgt nach Gliedmaßenabschnitten (aufsteigende Liste):
- Krone
- Ballen
- Fessel
- Fuß halb
- Fuß
- Fuß hoch
- Bein
- Bein hoch

### Einfluss der Fellfarbe auf Abzeichen
Bei Schimmeln sind die Abzeichen bei jungen Tieren, die noch dunkel sind, noch gut zu erkennen. Im Laufe des Lebens wird das Fell jedoch weiß und nur noch an der Haut kann man die Abzeichen als rosa Flecken auf schwarzem Grund sehen, während das Fell überall weiß ist. Bei Weißisabellen sind Abzeichen kaum zu erkennen, weil die Pferde fast weiß sind.
Füchse haben häufig größere Abzeichen als Braune, die heterozygot für das Fuchsgen sind und diese haben wiederum meist größere Abzeichen als Braune, die kein Fuchsgen besitzen.
|                                   | |                                                                   | |
| Abzeichen bei einem Weißisabellen | Abzeichen bei einem Schimmel: Bei diesem Apfelschimmel ist die Blesse noch gut im Fell zu erkennen | Hier kann man gerade noch erahnen, wo die Blesse im Fell verläuft | Durchschimmernde schwarze und rosa Haut zeigt, wo die Blesse verläuft, während das Fell rein weiß ist |

### Genetik
Weiße Abzeichen gehören dem leuzistischen Formenkreis an und entstehen ähnlich wie Scheckungsmuster.
Tatsächlich äußern sich Scheckungsmuster bei Pferden, wenn sie minimal ausgeprägt sind, manchmal nur in großen Abzeichen. Es gibt aber neben den Scheck-Genen auch mehrere weitere Gene, die ausschließlich Abzeichen hervorrufen können. Die Variationsbreite der Abzeichengröße hängt zu etwa 2/3 von genetischen Faktoren ab und zu etwa 1/3 von anderen Faktoren.
Araber haben durchschnittlich hinten stärker ausgeprägte Abzeichen an den Beinen als vorne und links mehr Abzeichen als rechts. Beides ist durch Zucht beeinflussbar, jedoch die Asymmetrie zwischen Vorder- und Hinterbein stärker als die zwischen rechtem und linken Bein.
Das Gen für weiße Abzeichen der Freiberger befindet sich am Kit-Locus.

### Rassen
Bei manchen Pferderassen, wie zum Beispiel den Friesen, sind Abzeichen aufgrund des Zuchtstandards nicht erlaubt. Die Abzeichen an den Beinen können sich auch auf die Hufe erstrecken, was dann zu weißen Hufen führt.

## Wildfarbigkeitsabzeichen

### Aalstrich, Schulterkreuz und Zebrastreifen
|                                                              |                                                   | |                                                                                            |                                 |                                                                                                   |
| In der Mitte des Rückens befindet sich ein dunkler Aalstrich | Der Aalstrich führt oft bis in den Schweif hinein | Die kürzer geschnittenen Haare am Rande der Mähne sind oft sogar heller als die Grundfarbe des Falben | Am Vorderfußwurzelgelenk dieses Falben sind innen etwas dunklere Zebrastreifen zu erkennen | deutlicher ausgeprägte Streifen | Bei diesem Przewalskifohlen ist am Halsansatz ein schwach ausgeprägtes Schulterkreuz zu erkennen. |

Es gibt auch Abzeichen, die nicht weiß sind, beispielsweise einen Aalstrich. Das ist ein von der Mähne bis zum Schweif über der Wirbelsäule verlaufender dunklerer Strich. Ist der Aalstrich sehr ausgeprägt, kann er über dem Widerrist von einem zweiten dunklen Streifen gekreuzt werden. Dies wird Schulterkreuz genannt. Oft treten in Kombination mit einem Aalstrich auch Zebrastreifen auf. Diese waagerechten Streifen befinden sich auf dem Unterarm zwischen Karpal- und Ellenbogengelenk. Sie sind wie der Aalstrich dunkler als das übrige Fell. Zusammengefasst nennt man diese drei Abzeichen Wildfarbigkeitsabzeichen. Sie sind mit der Farbe des Falben verbunden. Die Wildfarbigkeitsabzeichen kommen bei vielen Hauspferderassen und bei Wildpferden vor.
Die Wildfarbigkeitsabzeichen sind ein Rest der für Zebras typischen Streifung. Bei vielen Arten der Gattung Pferde (Equus) kommen unterschiedlich stark ausgeprägte Streifen vor. Bei Zebras ist der gesamte Körper gestreift. Das Streifenmuster setzt sich aus dem Aalstrich, dem Schulterkreuz und weiteren senkrechten Streifen an Hals und Rumpf, waagerechten Streifen an den Beinen und Längsstreifen am Kopf zusammen. Bei anderen Arten ist diese Streifung mehr oder weniger zurückgebildet, ähnelt aber in ihrem Verlauf der Streifung der Zebras. So ist beim Hausesel von den senkrechten Streifen nur noch das Schulterkreuz erhalten, das aber oft sehr klar ausgeprägt. Außerdem haben sie einen Aalstrich. Die Beine tragen keine oder wenige Streifen. Beim Afrikanischen Esel fehlt zwar das Schulterkreuz, dafür sind die Beine sehr deutlich schwarz-weiß gestreift.
Bei Haus- und Wildpferden ist die Streifung stärker zurückgebildet als bei anderen Equiden. Fast immer zu erkennen ist der Aalstrich. Zebrastreifen an den Beinen sind das nächsthäufige Element. Noch seltener sieht man Reste des Schulterkreuzes und senkrechte Flecken an Hals und Rumpf. Nur in Ausnahmefällen sieht man auch am Kopf noch Reste der Gesichtzeichnung der Zebras. Die vorhandenen Streifen entsprechen jedoch in Richtung und Lage denen des Zebras.
|                                          |                                                                               |                                          |                                                                     |                                                                       |                                                                                                 |
| Zebras sind am gesamten Körper gestreift | Der Afrikanische Esel hat nur an den Beinen noch deutlich sichtbare Streifen. | Streifen am Bein des Afrikanischen Esels | Bei Hauseseln sieht man oft ein deutlich ausgeprägtes Schulterkreuz | Halb Zebra halb Esel - ein paar mehr Streifen, am Körper grau in grau | Halb Zebra halb Pferd; zugrundeliegende Farbe: Fuchs - Streifen Braun in Braun am ganzen Körper |

### Dunkle Gesichtsmaske
|                                                 |                                              |
| Schwarze Gesichtsmaske bei einem Falben (Konik) | Mehlmaul bei einem Braunen (New-Forest-Pony) |

Bei Falben tritt manchmal eine dunkle Gesichtsmaske auf. Sie ist auch typisch für den Konik.

### Mehlmaul
Das Mehlmaul kommt oft bei Pony- und Pferderassen, die dem Wildpferd noch recht nahestehen und durch eine Steuerung der Melaninsynthese hervorgerufen wird. Sie erkennt man an der schwarzen Haut an der Nase und daran, dass bei dem Pferd gleichzeitig der Bauch und die Innenseiten der Beine aufgehellt sind.
Dem Mehlmaul ähnlich sind weiße Gesichtsabzeichen, die durch Leuzismus hervorgerufen werden und mit rosa Haut verbunden sind.

## Weitere Abzeichen

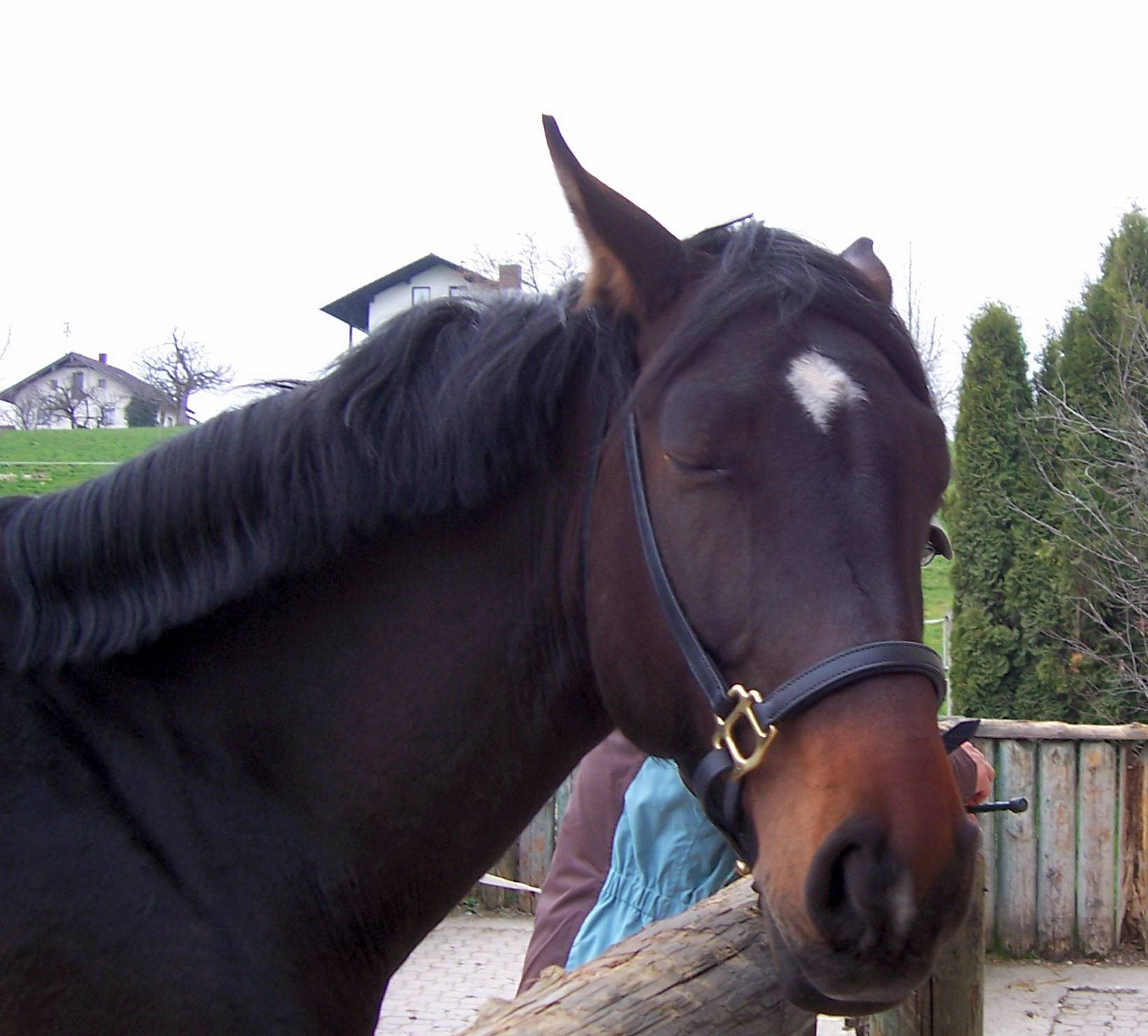
Schwarzbrauner mit Kupfermaul und Stern
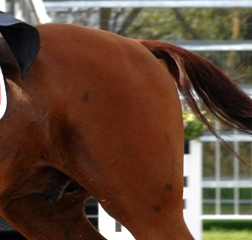
dunkle Flecken auf den Hinterbacken
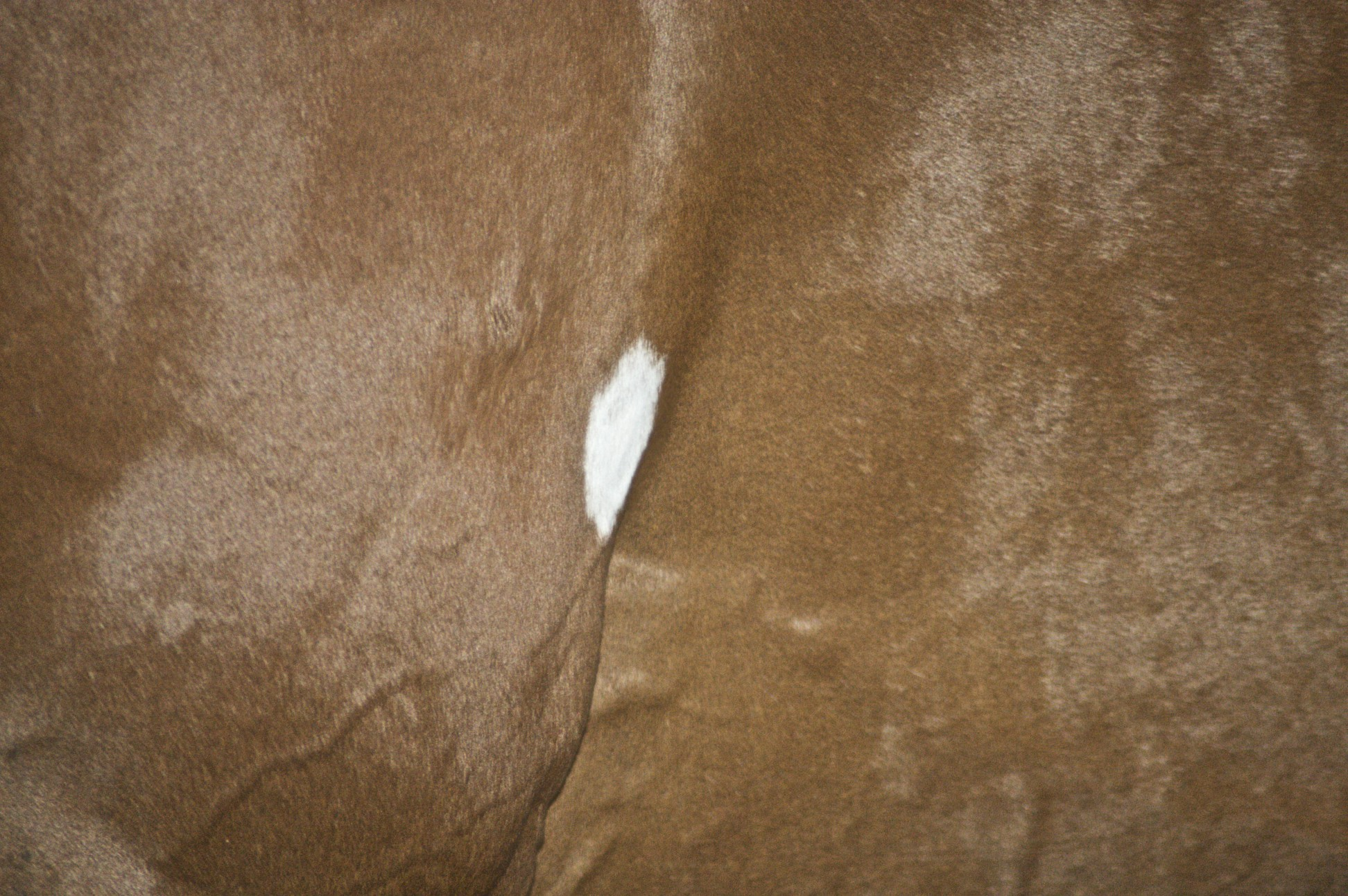
weißer Fleck
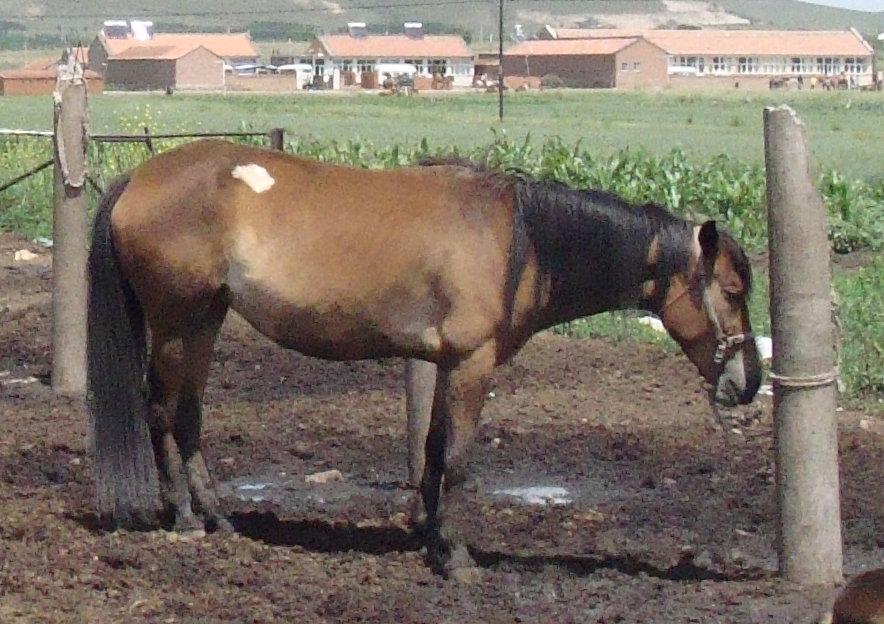
weißer Fleck
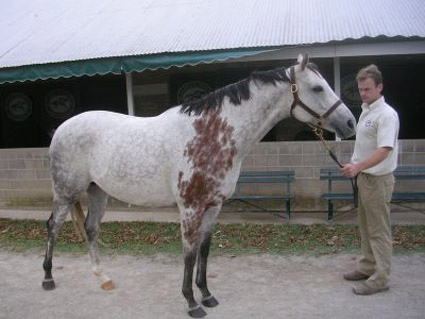
Bloodmark
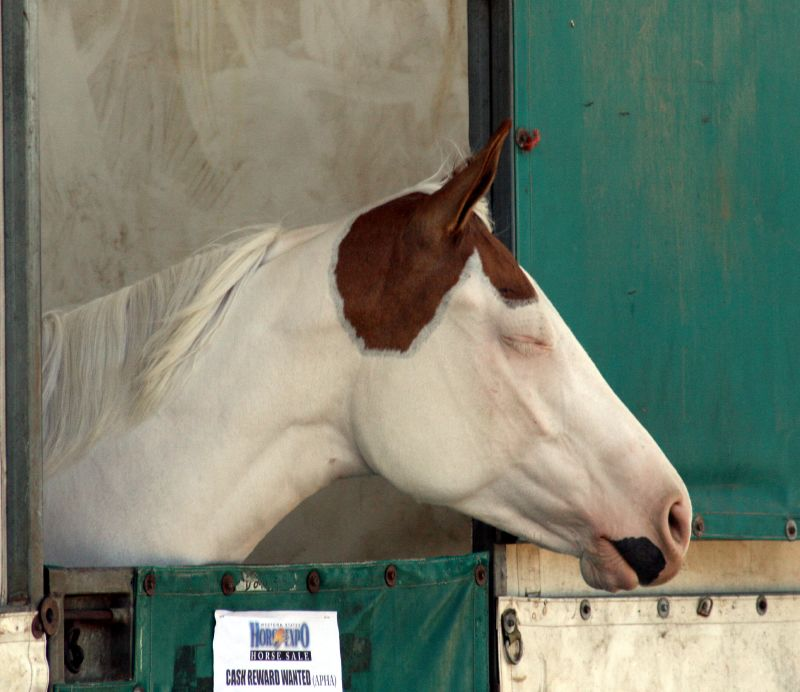
Medicine Hat
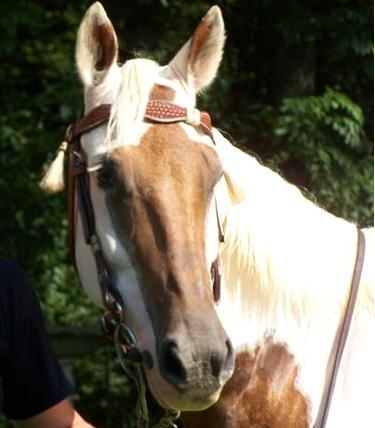
umgekehrte Blesse

- Kupfermaul: Das Maul ist bei Schwarzbraunen von schwarz oder dunkelbraun zu braun oder hellbraun aufgehellt.
- Dunkle Flecken: kleine, runde, dunkle Flecken, auch Mandelflecken oder Fliegenflecken genannt. Sie treten häufig auf, vor allem bei Füchsen und Palominos. Diese Flecken wurden bei einem Englischen Vollblüter namens Bend Or erstmals beschrieben.
- Weiße Flecken: Runde, zufällig verteilte Sprenkelflecken. Typischerweise treten sie erst im Verlauf des Lebens in Erscheinung. Solche Flecken wurden bei dem 1833 geborenen Englischen Vollblüter Irish Birdcatcher beschrieben. Da diese Flecken auch bei Birdcatchers Nachkommen beobachtet wurden, wird eine Vererbung angenommen.[7]
- Bloodmark: Bereich aus roten oder braunen Stichelhaaren im hellen Fell, meist an der Schulter oder dem Hals. Es tritt bei Schimmeln auf, insbesondere bei Arabischen Vollblütern, aber auch bei Quarter Horses und Englischen Vollblütern. Es entsteht entweder durch das nicht vollständige Ausschimmeln an der Stelle des späteren Bloodmarks oder durch die allmähliche Anhäufung farbiger Haare bei jedem Fellwechsel eines Schimmels. Ein Reverse Bloodmark ist die umgekehrte Form des Bloodmarks: eine helle, stichelhaarige Stelle im dunklen Fell.
- Umgekehrte Abzeichen bei Schecken: Wenn ein Schecke in weiten Bereichen seinen Körpers weiß ist, bleiben manchmal kleine dunkle Fellbereiche zurück, die wie umgekehrte Abzeichen wirken. Als Medicine Hat (wörtlich übersetzt: Medizinhut) wird es bezeichnet, wenn nur die Ohren und ein kleiner Bereich um sie herum dunkel bleibt. Umgekehrte Blesse wird ein dunkles Abzeichen genannt, das so geformt ist wie eine Blesse oder Laterne.